# Lien Chan

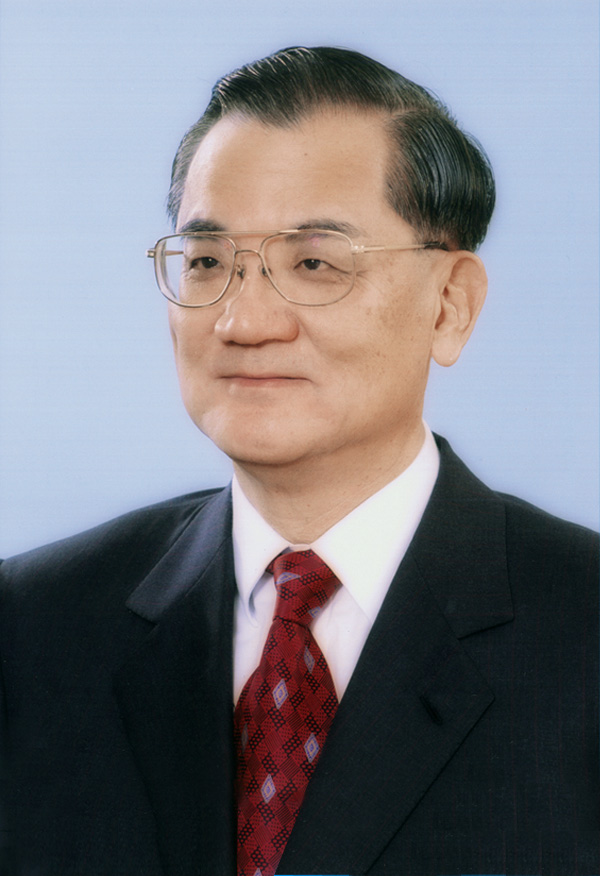
Lien Chan

Lien Chan (chinesisch 連戰, Pinyin Lián Zhàn) (* 27. August 1936 in Xi’an, Republik China, heute: Volksrepublik China) ist ein nationalchinesischer Politiker der Kuomintang.

## Leben
Lien Zhan wurde zwar in Festlandchina geboren, hat aber familiäre Wurzeln in Tainan auf Taiwan.
Lien war von 1993 bis 1997 Premierminister und von 1996 bis 2000 Vizepräsident der Republik China auf Taiwan unter Präsident Lee Teng-hui. Im Jahr 2000 trat er selbst bei den Präsidentschaftswahlen an und erreichte dabei mit 23 % der Stimmen nur den dritten Platz hinter Chen Shui-bian von der DPP und dem unabhängigen Kandidaten James Soong. In der Folge wurde er Parteivorsitzender der Kuomintang, die ihn 2004 erneut zum Präsidentschaftskandidaten nominierte. Im Bündnis mit James Soong als Kandidaten für die Vizepräsidentschaft unterlag er Amtsinhaber Chen Shui-bian äußerst knapp mit 49,89 % der Stimmen.
Am 26. April 2005 brach Lien als Leiter einer 70-köpfigen Delegation zu einem achttägigen Besuch in die Volksrepublik China auf, wo er unter anderem mit Staatspräsident Hu Jintao zusammentraf. Ziel des Besuchs war eine Verbesserung der Beziehungen zwischen der in Taiwan damals oppositionellen Kuomintang und der Führung der Volksrepublik China. Später folgten weitere Besuche Liens in Festlandchina. 
Am 16. Juli 2005 wurde Lien vom späteren Staatspräsidenten Ma Ying-jeou als Vorsitzender der Kuomintang abgelöst. Daraufhin ernannte ihn die Partei zum Ehrenvorsitzenden.
Für seinen Einsatz für die Aussöhnung zwischen China und Taiwan sollte Lien am 9. Dezember 2010 der neu geschaffene Konfuzius-Friedenspreis verliehen werden. Lien war jedoch bei der Preisverleihung nicht persönlich anwesend. Sein Büro gab an, nicht offiziell über den Preis informiert worden zu sein.